# Loudwater
Loudwater est un village de lotissements privés pour fortunés dans la paroisse de Chorleywood,, séparé de cette dernière par la rivière Chess, au nord de Rickmansworth, dans le Hertfordshire, juste à l'est de la sortie 18 de l'autoroute M25.
Loudwater est l'ancien nom de la Chess. En 2001, la population du village était de 1 242 habitants.

## Histoire
Des découvertes archéologiques de poteries, de tuiles et de pièces de monnaie à Loudwater Farm indiquent qu'il pourrait s'agir du site d'une villa et d'un moulin à eau occupés par des colons germaniques aux IVe et Ve siècles après J.-C. Au milieu du XIXe siècle, une usine de papier est établie à Loudwater en utilisant une nouvelle technologie développée par George Tidcombe,.
Le village est construit sur une période d'environ 20 ans à partir de 1939 sur des parcelles du terrain de Loudwater House. Il s'agit d'une zone de conservation. Il y a environ 450 logements, et il n'y a pas de pub, de magasin ou de centre communautaire, mais il y a une association de résidents.
En 2002, près d'un quart des résidents étaient millionnaires, soit la plus forte concentration de toutes les communautés du Royaume-Uni. Le prix moyen d'une maison en avril 2020 était de 1 620 296 £.
Depuis avril 2020, le Lord Lieutenant du Hertfordshire est Robert Voss CBE, résident de Loudwater avec sa femme Celia.

### Loudwater House
Loudwater House à Loudwater, possédait un parc de 60 ha. Elle contenait un système de chauffage central pionnier en 1837. Elle est plus tard occupée par le député Joseph d'Aguilar Samuda. La maison est transformée en onze appartements au milieu du XXe siècle.

## Personnalité
- Thomas Lewis (cardiologue) (1881-1945), y est mort.